# NGC 354
NGC 354 (również PGC 3763 lub UGC 645) – galaktyka spiralna z poprzeczką (SB?), znajdująca się w gwiazdozbiorze Ryb. Odkrył ją Édouard Jean-Marie Stephan 24 października 1881 roku.